# Penicillium expansum
Penicillium expansum (Link, 1809) è un fungo, della famiglia delle Trichocomaceae, del genere Penicillium ed è una muffa psicrofila comune in tutto il mondo. Questa specie può produrre due micotossine: la patulina e la citrinina. La patulina è una neurotossina che diventa dannosa se consumata. I livelli di patulina negli alimenti sono regolati dai governi di molti paesi sviluppati.

## Fitopatologia
Provoca nelle mele una delle malattie post-raccolta più diffuse ed economicamente dannose ma può infettare una vasta gamma di ospiti, tra cui pere, fragole, pomodori, mais e riso.